# Raimond Põder
Raimond Põder (né le 20 novembre 1903 à l'époque dans l'Empire russe et aujourd'hui en Estonie, et mort à une date inconnue) est un joueur de football international estonien, qui évoluait au poste de milieu de terrain.

## Biographie

### Carrière en sélection
Raimond Põder reçoit une sélection en équipe d'Estonie lors de l'année 1920. Il s'agit d'une rencontre disputée contre la Finlande le 17 octobre 1920 (défaite 6-0 à Helsinki).
Il participe avec l'équipe d'Estonie aux Jeux olympiques de 1924. Lors du tournoi olympique organisé à Paris, il ne joue aucun match.

## Palmarès
TJK
- Championnat d'Estonie :
  - Vice-champion : 1921.